# Песчаные короли (фильм)
«Песчаные короли» (англ. The Outer Limits: Sandkings) — телефильм, 1 и 2 серии 1 сезона телесериала «За гранью возможного». Экранизация одноимённой короткой повести Джорджа Мартина (1978). Режиссёр — Стюард Гиллард.

## Сюжет
Саймон Кресс работает над проектом исследования марсианской жизни. Однако его проект оказывается свёрнутым — из-за того, что один из марсианских образцов чуть было не попал в окружающую среду, и в итоге Кресс остаётся без работы.
Несогласный с таким решением, учёный тайно проносит к себе домой песок с личинками марсианских организмов. У себя в сарае он создаёт что-то вроде инкубатора, на котором он воспроизводит марсианские условия, и ему удаётся вырастить колонию термитоподобных существ.
Вскоре Кресс обнаруживает, что марсианские термиты обладают своеобразным разумом. Так, они лепят из песка фигуры, напоминающие его лицо. Кресс начинает верить в то, что марсианские организмы поклоняются ему, как Богу. В какой-то момент он теряет бдительность и оказывается укушенным марсианским термитом, что вызывает у него прогрессирующее заражение крови. В итоге колония выходит из-под его контроля, и чужеродная форма жизни, несмотря на сопротивление Кресса, гибнущего в неравной борьбе с инопланетными организмами, прорывается в биосферу Земли.

## В ролях
- Бо Бриджес — доктор Саймон Кресс
- Хелен Шейвер — Кэти Кресс
- Дилан Бриджес — Джош Кресс
- Ким Коутс — Дейв Стокли
- Ллойд Бриджес — полковник Кресс
- Патрисия Харрас — Дебби

## Награды и номинации
- В 1995 году Стюард Гиллард получил премию CableACE Award в категории «Режиссёр драматического телесериала»[1].
- В 1995 году за роль Саймона Кресса актёр Бо Бриджес был номинирован на премию «Эмми» в категории «Лучший приглашенный актёр драматического телесериала»[1].
- В 1996 году телесериал «За гранью возможного» получил ряд номинаций на премию «Джемини», в том числе Бо Бриджес получил номинацию в категории «Лучший актёр в драматической передаче или мини-сериале», а эпизод «Песчаные короли» был номинирован в категории «Лучший телевизионный фильм или мини-сериал» и «Лучшая работа звукорежиссёра в драматической телепередаче или телесериале»[1].